# Alizée Minard
Alizée Minard (6 de mayo de 1997) es una deportista francesa que compite en atletismo. Ganó una medalla de bronce en los Juegos Mediterráneos de 2022, en la prueba de jabalina.